# ブルニア科
ブルニア科（ブルニアか、学名 : Bruniaceae）は、南アフリカ共和国の岬の地域に自生する低木の植物である。主にケープ州（現 西ケープ州、東ケープ州、北ケープ州、北西州）に限られてきたが、クワズール・ナタール州にも少数の種類が生育している。
APG IIでは、シソ目に配置されたが、2008 年の研究で、ブルニア科は、コルメリア科と姉妹群であるとされ、被子植物系統ウェブサイトでは、その両科をブルニア目に配置することを提案している。

## 属
合計12属75種存在する。
- Audouinia Brongn.
- Berzelia Brongn.
- Brunia Lam.
- Linconia L.
- Lonchostoma Wikstr.
- Mniothamnea (Oliv.) Nied.
- Nebelia Neck. ex Sweet
- Pseudobaeckea Nied.
- Raspalia Brongn.
- Staavia Dahl
- Thamnea Sol. ex Brongn.
- Tittmannia Brongn.